# Cmentarz żydowski w Gryfinie
Cmentarz żydowski w Gryfinie – kirkut  należał do najstarszych nekropolii żydowskich na Pomorzu. Prawdopodobnie został założony około roku 1718, gdyż już wówczas gmina zatrudniała grabarza. Kirkut powstał na północ od miasta, przy późniejszej bocznej uliczce od Bismarckstrasse (obecnie ul. Grunwaldzka) – Am Judenfriedhof. Usytuowany był poza murami miejskimi. Był miejscem pochówku Żydów z gminy szczecińskiej i gryfińskiej. Jego istnienie potwierdza plan miasta z 1724 roku. Nekropolia zajmowała niewielki obszar ok. 0,1 ha. W czasie II wojny światowej został zdewastowany. Obecnie na jego miejscu stoi były hotel "Pod Platanem".